# Farman MF.11

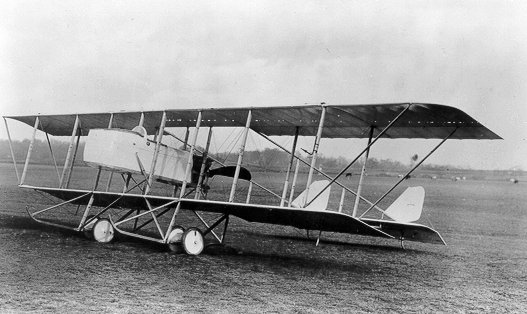
Farman Shorthorn MF11

De Farman MF.11 (bijnaam Shorthorn) was een eenmotorig Frans dubbeldekker verkenningsvliegtuig en lichte bommenwerper, gebouwd door vliegtuigbouwer Farman. Later werden ze ook ingezet als trainingstoestel. De eerste vlucht was in 1913. De eerste toestellen werden geleverd in 1914 aan de vooravond van de Eerste Wereldoorlog. De eerste gebruikers in WO I waren de Franse en Britse luchtmacht.

## Ontwerp en historie

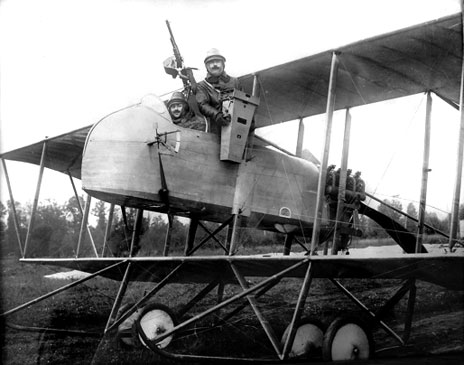
MF.11 verkenner in WO1, uitgerust met een machinegeweer plus camera

De MF.11 was een ontwerp van Maurice Farmann (Henri Farmans broer) en was geconstrueerd van hout met een linnen bespanning op de vleugels. De onderste vleugel was korter dan de bovenste (sesquiplane). Het toestel werd voortgedreven door een Renault V-8-motor met een duwpropeller. De twee bemanningsleden (piloot en waarnemer/ schutter) bevonden zich in een gondel, gemonteerd tussen beide vleugels. De motor was aan de achterkant van de gondel bevestigd. Het grootste verschil met de MF.7 Longhorn was dat het stabilo zich nu achter de vleugels bevond en niet meer ervoor (de MF.7 bijnaam Longhorn sloeg op de vooruitstekende uithouders van het stabilo en MF.11 Shorthorn juist op het ontbreken hiervan). De staart van model MF.11 bestond uit een stabilo met daarop een dubbel richtingroer gemonteerd. Het MF.11-ontwerp markeert de overgang binnen Farman van canardtoestellen naar vliegtuigen met zowel kielvlak als stabilo achter de vleugels.
In de eerste modellen van de MF.11 zat de piloot voor de waarnemer/ schutter. In latere versies zat de waarnemer/ schutter voorin om een zo goed mogelijk zicht en een vrij schootsveld te hebben.

## Specificaties
- Type: Farman MF.11
- Fabriek: Farman

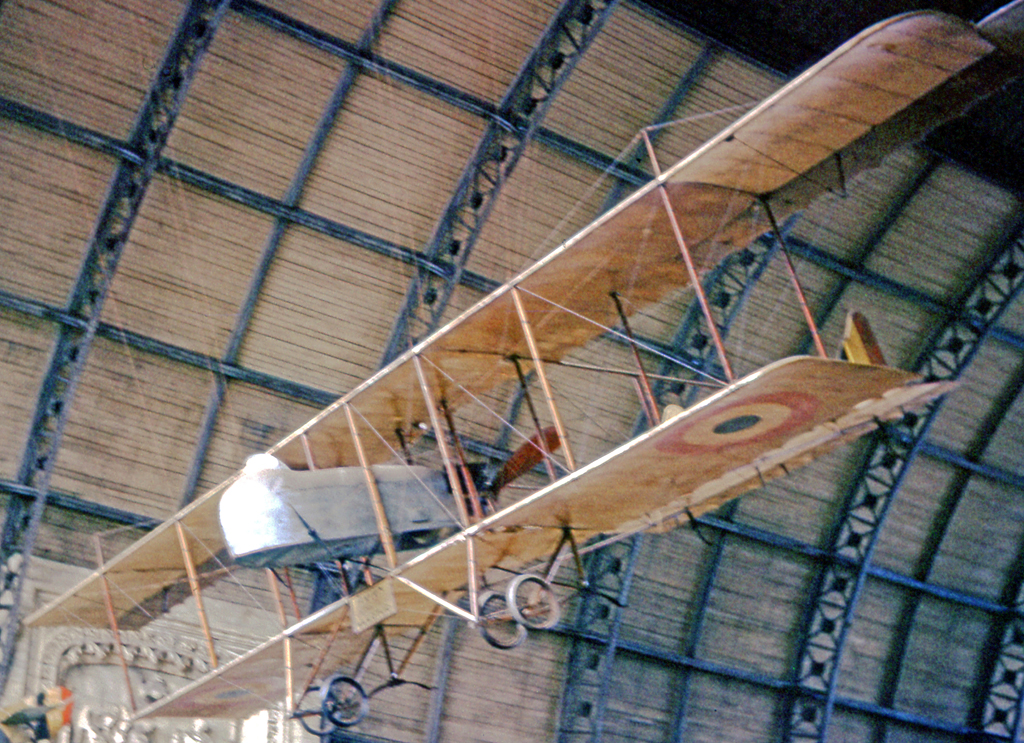
Farman MF.11 in het oorlogsmuseum Brussel (1965)

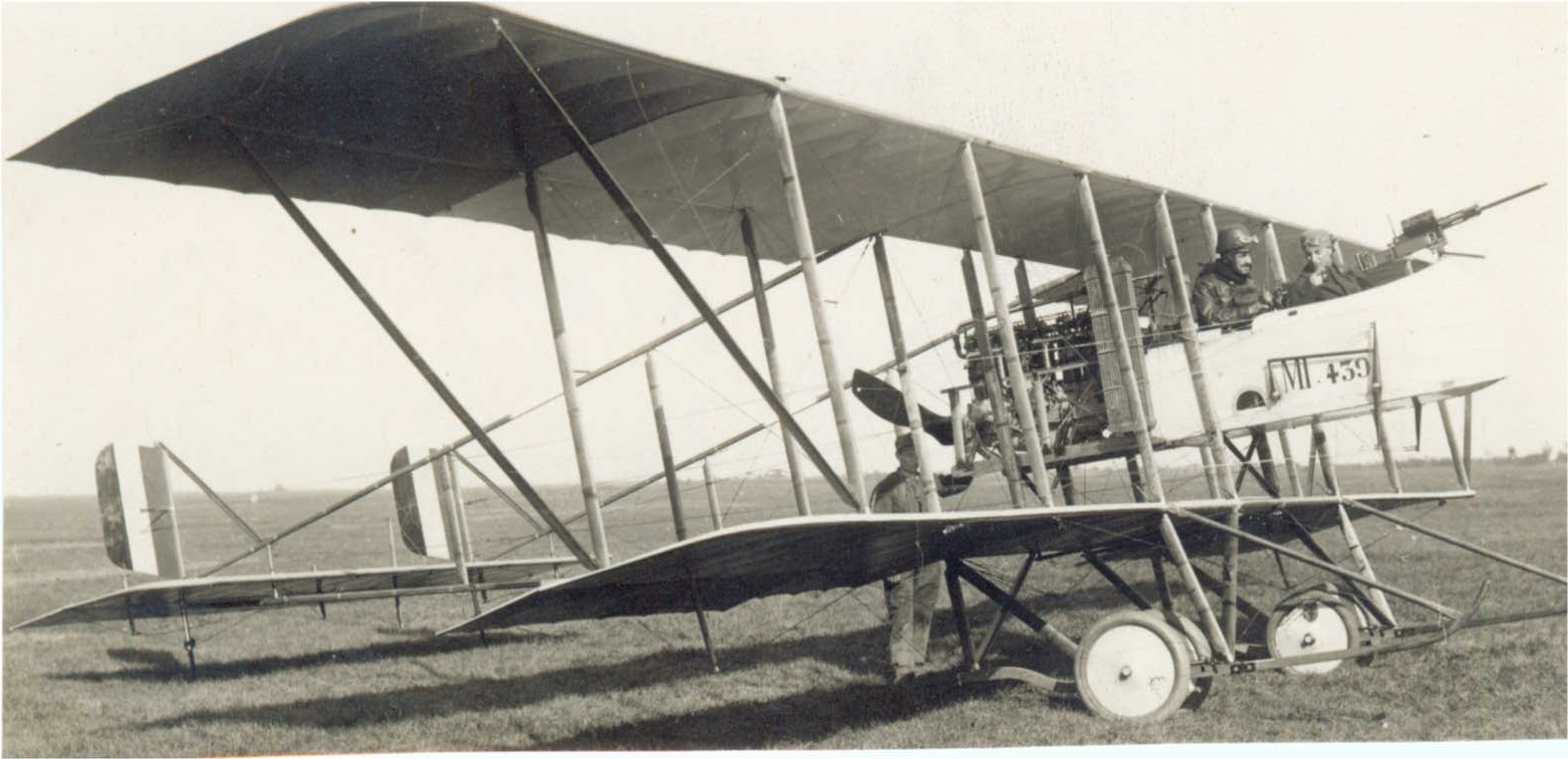
Farman MF.11 in Italiaanse dienst als lichte bommenwerper (WO I, augustus 2016). De zitplaats van de piloot is naar achteren verplaatst om de schutter een vrij schootsveld te geven.

- Rol: verkenningsvliegtuig en lichte bommenwerper
- Bemanning: 2
- Lengte: 9,45 m
- Spanwijdte: 16,15 m
- Leeggewicht: 550 kg
- Maximum gewicht: 928 kg
- Motor: 1 × Renault 8D V-8 luchtgekoelde zuigermotor, 75 kW (101 pk)
- Propeller: Vierblads duwpropeller met vaste spoed
- Eerste vlucht: 1913

Prestaties
- Maximumsnelheid: 106 km/u
- Maximum vluchtduur: 3 uur en 45 minuten
- Plafond: 3800 m

Bewapening
- 1 × 7,62 mm-machinegeweer
- 18 × 7,3 kg bommenlast (totaal 131 kg)

## Vergelijkbare vliegtuigen
- Farman HF.20
- Caudron G.3